# Municipiu
O municipiu (do latim municipium; plural: municipii, nome dado cidades romanas que tinham direito à autonomia em assuntos internos) é um dos níveis  administrativos da Romênia.  Não há uma clara definição do estatuto de municipiu, embora esse estatuto seja  atribuído às cidades maiores,   bem dotadas em termos de  infraestrutura urbana e com um papel econômico, social, político e cultural  significativo, com uma população de, pelo menos, 40.000 habitantes.  Localidades que não apresentam essas características são classificadas simplesmente como cidades (orașe; no singular, oraș ) ou comunas (comune), se não fazem parte de áreas urbanas.
A administração do município é chamada municipalitate (municipalidade), sendo presidida  por um prefeito (primar).
Não existem divisões oficiais, mas,  extraoficialmente, os  municipii podem ser divididos em bairros (cartier, em romeno). Uma exceção a essa regra é   Bucareste, que tem um estatuto similar ao de distrito  (județ) e é oficialmente subdividida  em seis  sectoare (setores administrativos).

## Lista demunicipii
Para cada județ (distrito) são indicados os municipii e, em negrito, as capitais.
| Județ           | Abreviatura | Municipii                                                              |
| --------------- | ----------- | ---------------------------------------------------------------------- |
| Alba            | AB          | - Alba Iulia - Aiud - Blaj - Sebeș                                     |
| Arad            | AR          | Arad                                                                   |
| Argeș           | AG          | - Pitești - Câmpulung - Curtea de Argeș                                |
| Bacău           | BC          | - Bacău - Onești - Moinești                                            |
| Bihor           | BH          | - Oradea - Beiuș - Marghita - Salonta                                  |
| Bistrița-Năsăud | BN          | Bistrița                                                               |
| Botoșani        | BT          | - Botoșani - Dorohoi                                                   |
| Brașov          | BV          | - Brașov - Făgăraș - Codlea - Săcele                                   |
| Brăila          | BR          | Brăila                                                                 |
| Buzău           | BZ          | - Buzău - Râmnicu Sărat                                                |
| Caraș-Severin   | CS          | - Reșița - Caransebeș                                                  |
| Călărași        | CL          | - Călărași - Oltenița                                                  |
| Cluj            | CJ          | - Cluj-Napoca - Turda - Dej - Câmpia Turzii - Gherla                   |
| Constanța       | CT          | - Constanța - Mangalia - Medgidia                                      |
| Covasna         | CV          | - Sfântu Gheorghe - Târgu Secuiesc                                     |
| Dâmbovița       | DB          | - Târgoviște - Moreni                                                  |
| Dolj            | DJ          | - Craiova - Băilești - Calafat                                         |
| Galați          | GL          | - Galați - Tecuci                                                      |
| Giurgiu         | GR          | Giurgiu                                                                |
| Gorj            | GJ          | - Târgu Jiu - Motru                                                    |
| Harghita        | HR          | - Miercurea Ciuc - Gheorgheni - Odorheiu Secuiesc - Toplița            |
| Hunedoara       | HD          | - Deva - Hunedoara - Brad - Lupeni - Orăștie - Petroșani - Vulcan      |
| Ialomița        | IL          | - Slobozia - Fetești - Urziceni                                        |
| Iași            | IS          | - Iași - Pașcani                                                       |
| Ilfov           | IF          | Não tem                                                                |
| Maramureș       | MM          | - Baia Mare - Sighetu Marmației                                        |
| Mehedinți       | MH          | - Drobeta-Turnu Severin - Orșova                                       |
| Mureș           | MS          | - Târgu Mureș - Sighișoara - Reghin - Târnăveni                        |
| Neamț           | NT          | - Piatra Neamț - Roman                                                 |
| Olt             | OT          | - Slatina - Caracal                                                    |
| Prahova         | PH          | - Ploiești - Câmpina                                                   |
| Satu Mare       | SM          | - Satu Mare - Carei                                                    |
| Sălaj           | SJ          | Zalău                                                                  |
| Sibiu           | SB          | - Sibiu - Mediaș                                                       |
| Suceava         | SV          | - Suceava - Fălticeni - Rădăuţi - Câmpulung Moldovenesc - Vatra Dornei |
| Teleorman       | TR          | - Alexandria - Roșiori de Vede - Turnu Măgurele                        |
| Timiș           | TM          | - Timișoara - Lugoj                                                    |
| Tulcea          | TL          | Tulcea                                                                 |
| Vaslui          | VS          | - Vaslui - Bârlad - Huși                                               |
| Vâlcea          | VL          | - Râmnicu Vâlcea - Drăgășani                                           |
| Vrancea         | VN          | - Focșani - Adjud                                                      |
| București       | B           | București                                                              |